# رالف بومان
رالف بومان هو لاعب هوكي جليد كندي، ولد في 20 يونيو 1911 في وينيبيغ في كندا، وتوفي في 22 أكتوبر 1990.

## وصلات خارجية
- رالف بومان على موقع دوري الهوكي الوطني (الإنجليزية)
- رالف بومان على موقع قاعة مشاهير الهوكي (لاعب أن.إتش.أل) (الإنجليزية)
- رالف بومان على موقع EliteProspects.com (الإنجليزية)
- رالف بومان على موقع HockeyDB.com (الإنجليزية)
- رالف بومان على موقع Hockey-Reference.com (الإنجليزية)